# Battlefield 2142
Battlefield 2142 je FPS videohra vyvinutá studiem DICE. Hru vydala společnost Electronic Arts 20. října 2006. Později byl vydán datadisk Northern Strike.
Hráč má na výběr ze dvou stran – Evropské unie (EU) a Panasijské koalice (PAC).

## Hratelnost
Ve hře jednoho hráče hrajete s 16 počítačem řízenými vojáky v jedné z šesti map. Při hře nedostáváte žádné body.
Pro spuštění multiplayeru je nutná elektronická registrace na EA.com. Hrát lze na několika mapách, přičemž každá z nich má až tři různé herní režimy: Conquest, Titan a No vehicles. Hráčů může být připojeno na jednom serveru až 64.
- No Vehicles – standardní boj, jen bez veškeré techniky
- Conquest – cílem je snížit body nepřítele na nulu
  - držení většiny strategických míst po určitou dobu
  - zabití dostatečného počtu nepřátel
- Titan – cílem je zničit nepřátelského Titána
  - zničení jeho reaktoru (všech čtyř reaktorových konzolí)
  - neustálé vystřelování raket rozmístěných různě po mapě

## Datadisky
Datadisk s názvem Northern Strike přináší do hry Battlefield 2142 nové zbraně, vozidla a mapy, jmenovitě Most u Remagenu, Přístav Bavorsko a Osvobození Lipska.